# قطعنامه ۶۸۱ شورای امنیت
قطعنامه  ۶۸۱ شورای امنیت سازمان ملل متحد که در تاریخ ۲۰ دسامبر ۱۹۹۰ تصویب شد، سندی بین‌المللی دربارهٔ سرزمین‌های اشغالی توسط اسرائیل است. این قطعنامه طی نشست ۲۹۷۰ام با ۱۵ رای موافق، ۰ مخالف و ۰ ممتنع تصویب شد.